# Statuia eroului Constantin Ene din Bacău

Statuia eroului Constantin Ene, dezvelită în 1977, este amplasată în Parcul Tradafirilor din orașul Bacău.
Monumentul, cu o înălțime de 2.5 m, turnat în bronz, montat pe un soclu construit din beton și placat cu marmură, este opera sculptorului Vasile Năstăsescu.
Pe latura dreaptă a ansamblului arhitectonic sunt inscripționate cuvintele: "Maior Constantin Ene născut în Bacău la 20 decembrie 1837, căzut în Războiul de Independență la 7 noiembrie 1877 în luptele de la Rahova".